# Litla Marøya
Litla Marøya ist eine Insel am nördlichen Ende des Gandsfjords in der norwegischen Provinz Rogaland. Sie gehört zum Gebiet der Stadt Stavanger.
Die unbewohnte karge Insel liegt etwa einen Kilometer östlich der Halbinsel Stavanger. Nur etwa 260 Meter weiter südwestlich befindet sich die etwas größere Insel Stora Marøya. Westlich liegt die kleine Schäreninsel Klovnaskjer. Etwas weiter nordöstlich Fladaskjeret.
Litla Marøya zieht sich langgestreckt in Nord-Süd-Richtung über etwa 400 Meter, bei einer Breite von bis zu 100 Metern. Sie erreicht eine maximale Höhe von elf Metern. Sie untergliedert sich in einen Nord- und Südteil, die über einen etwa 50 Meter breiten Isthmus verbunden sind.
Die Insel ist als Litla Marøya naturreservat ausgewiesen.